# 科羅斯堅
科罗斯坚（羅馬化：Korosten'，發音：[ˈkɔrostenʲ]），又译科罗斯滕，是乌克兰日托米爾州科罗斯坚区科罗斯坚市镇内的城市，为该区及该市镇的行政中心（该市在2020年7月18日前为该州的州辖市，并不在该区的管辖范围内）。該市位於烏日河畔，距離首都基輔150公里，始建於705年，面積42.31平方公里，海拔高度174米，2022年人口数量为61,496人。

## 友好城市
- 乌克兰 斯维特洛沃茨克
- 乌克兰 沃洛德米尔
- 波蘭 克拉希尼克
- 摩尔多瓦 新阿內尼
- 波蘭 波利采
- 挪威 卡默
- 乌克兰 斯洛維揚斯克
- 英国 卡萊爾
- 法國 沙尔维约-沙瓦尼厄
- 中国 杭州市
- 法國 布尔日
- 立陶宛 烏克梅爾蓋
- 波蘭 戈萊紐夫
- 美国 沃巴什
- 俄羅斯 薩列哈爾德
- 俄羅斯 諾亞布里斯克（烏克蘭自2022年2月與所有俄羅斯城市解除友好城市關係）

## 图集

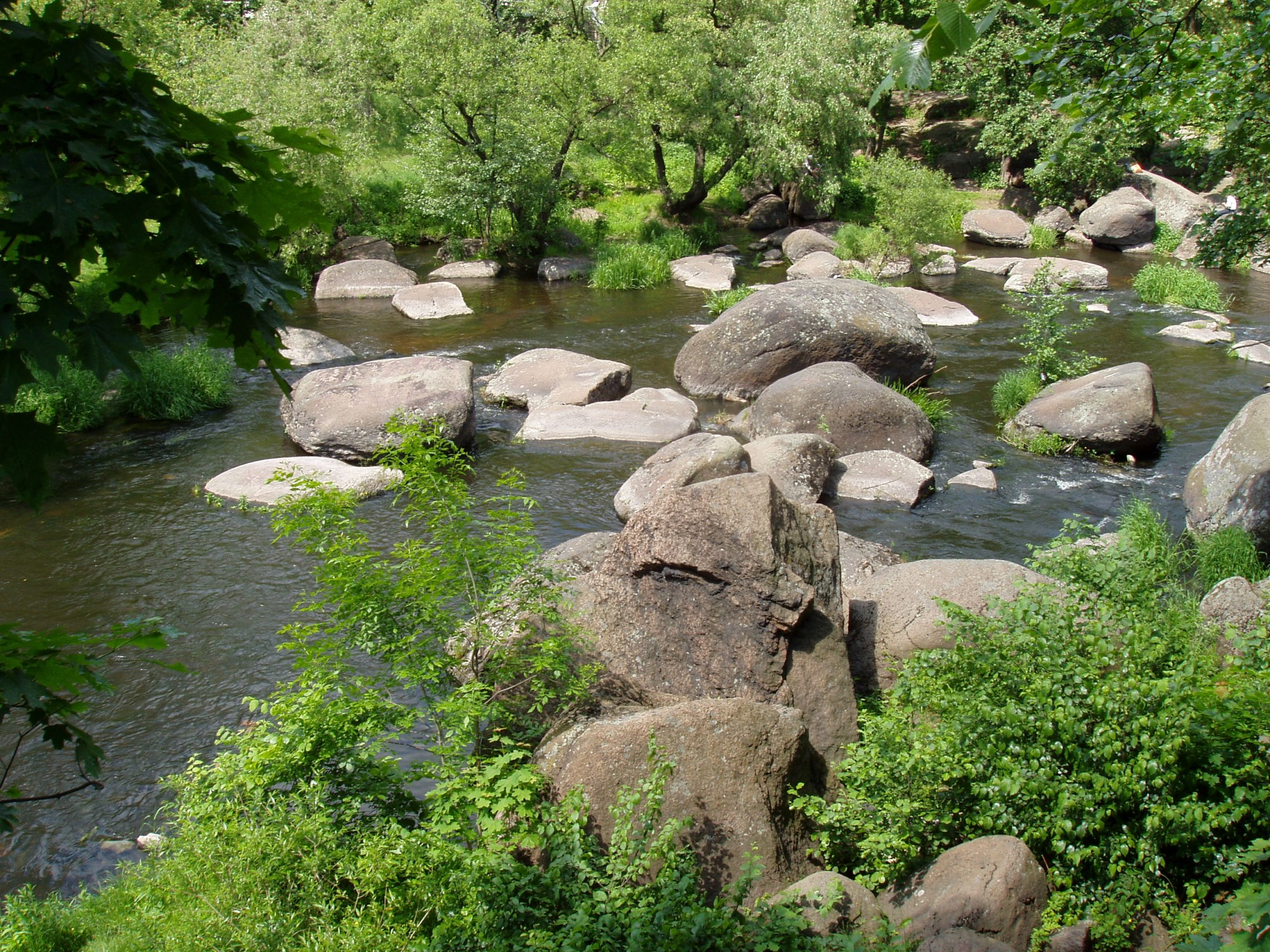
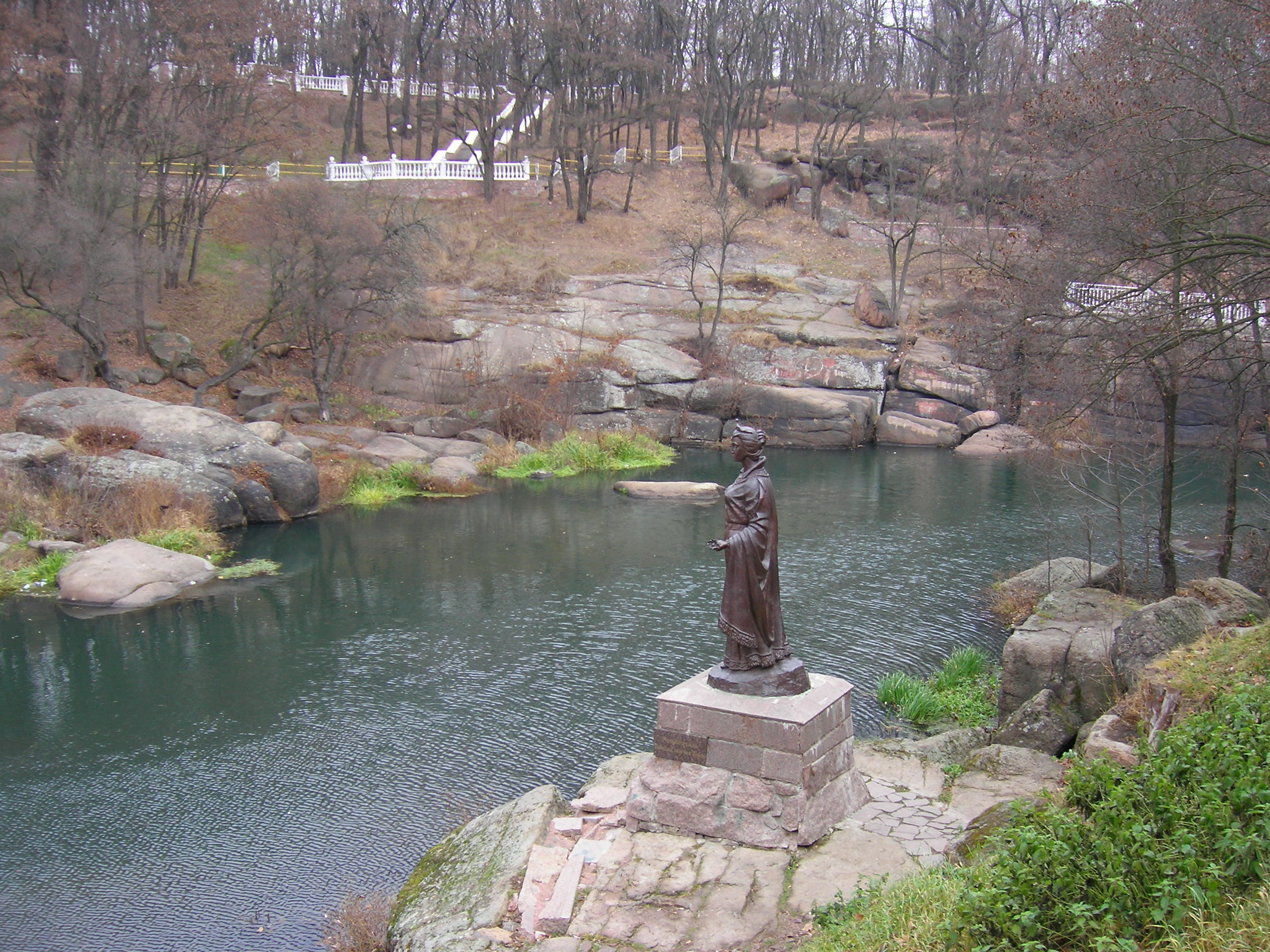
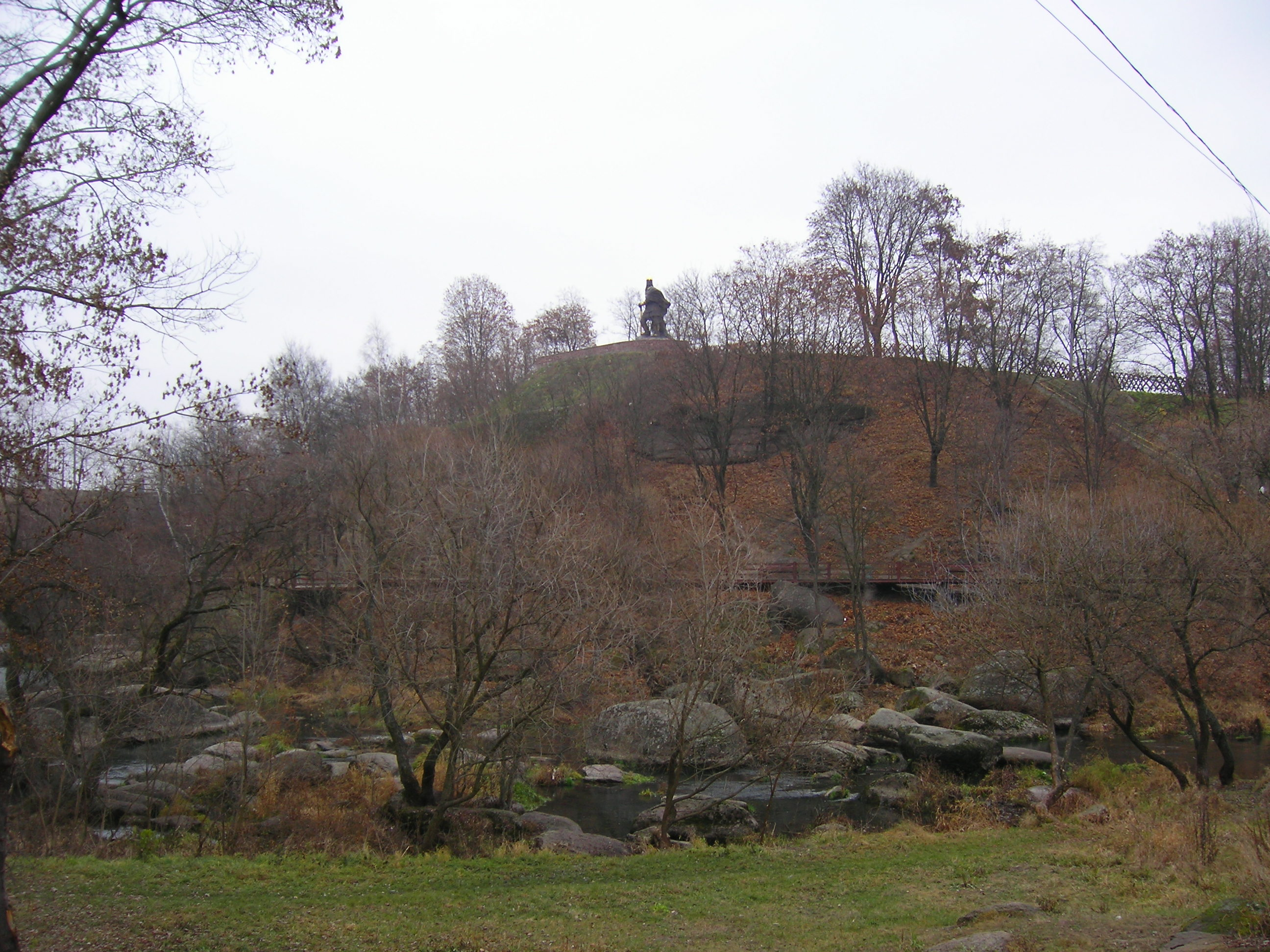
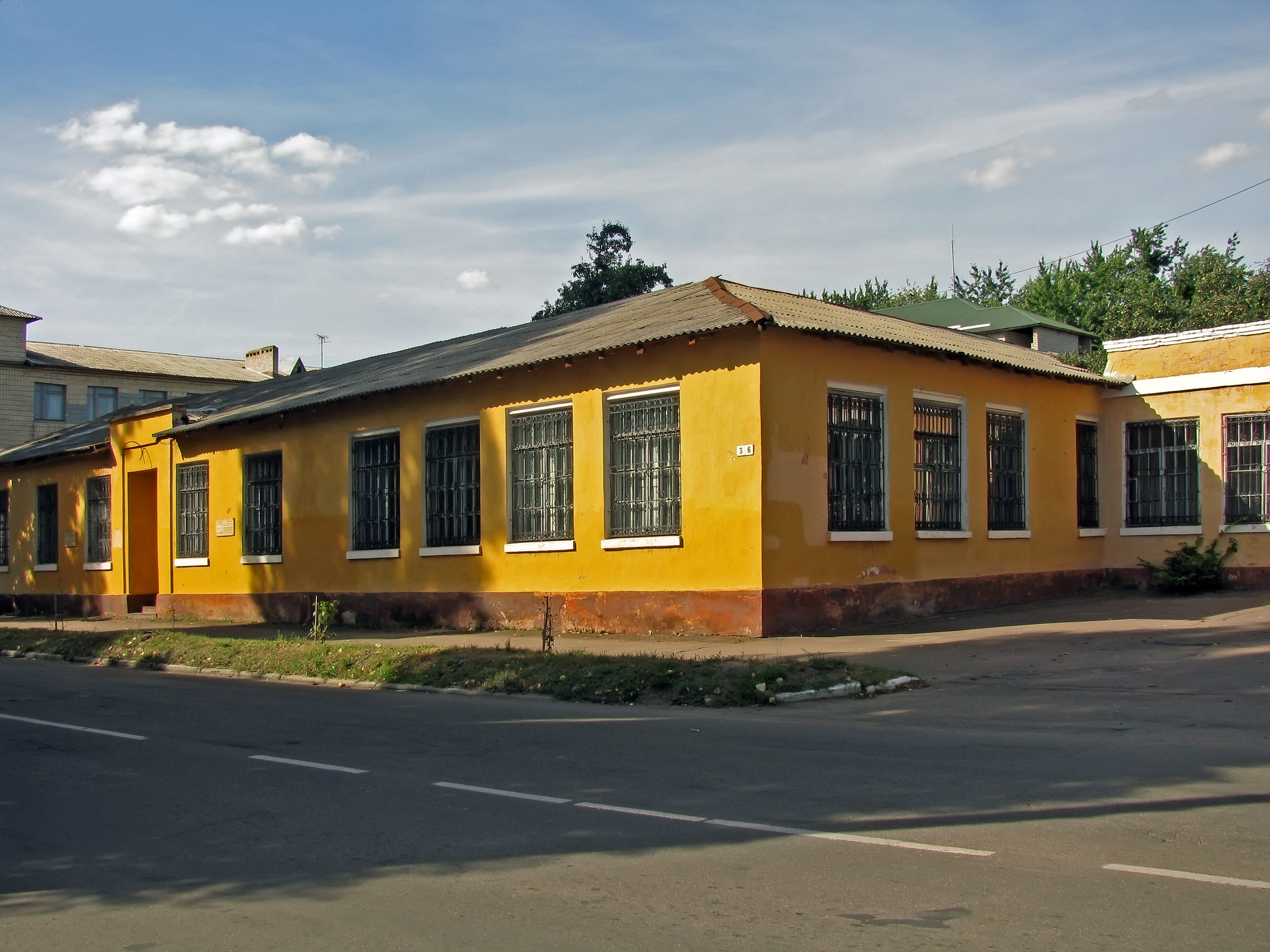
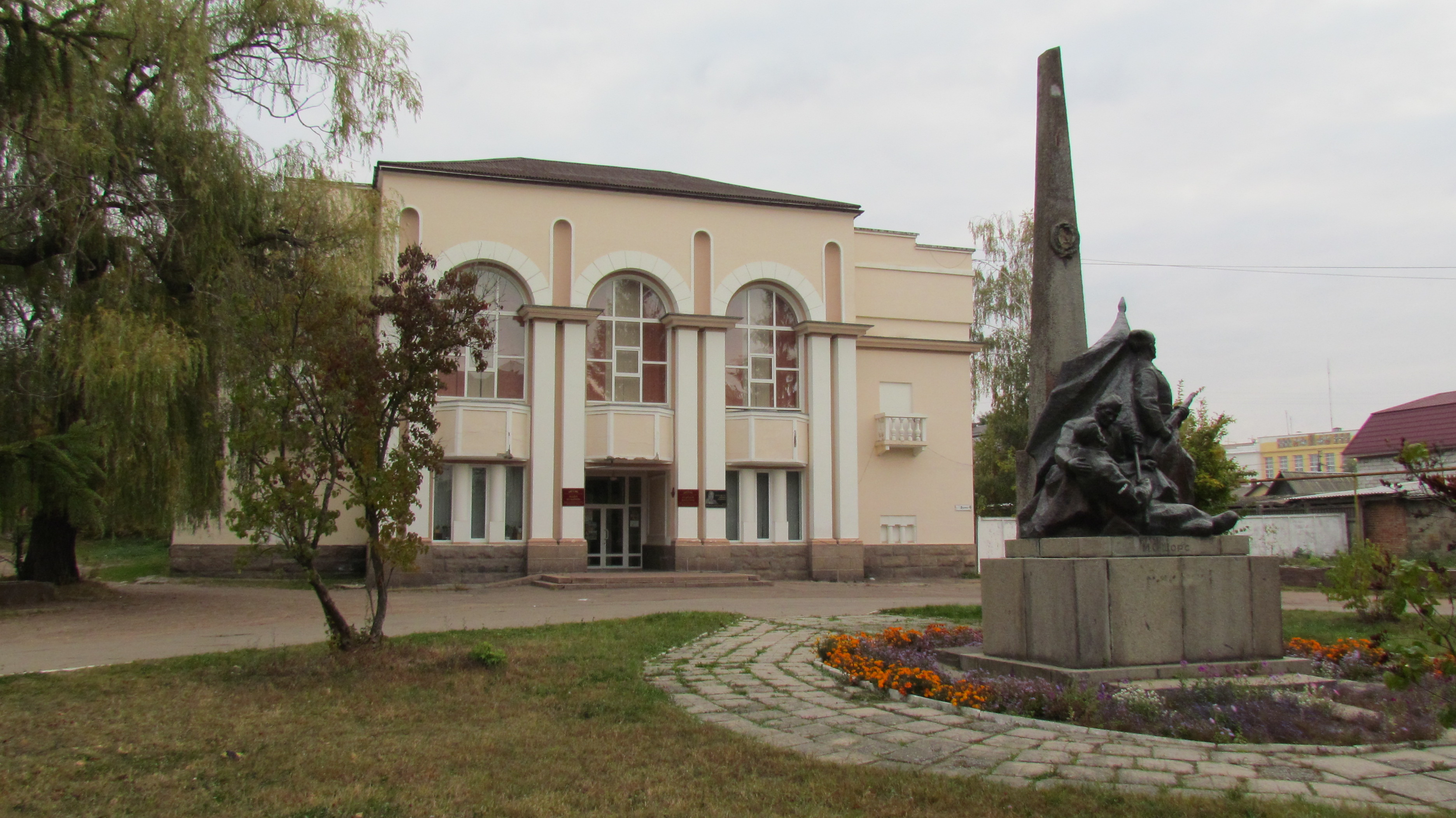
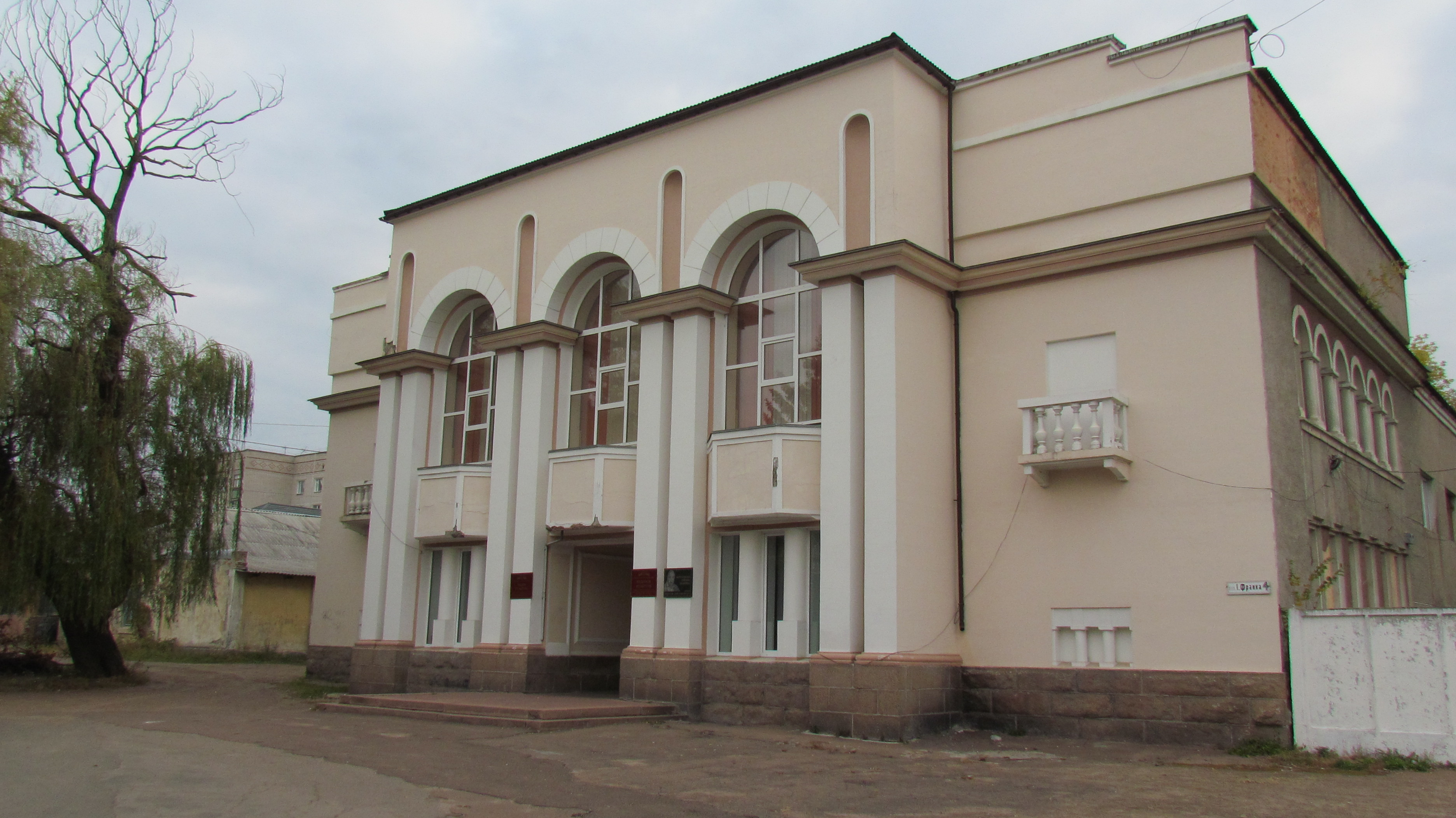
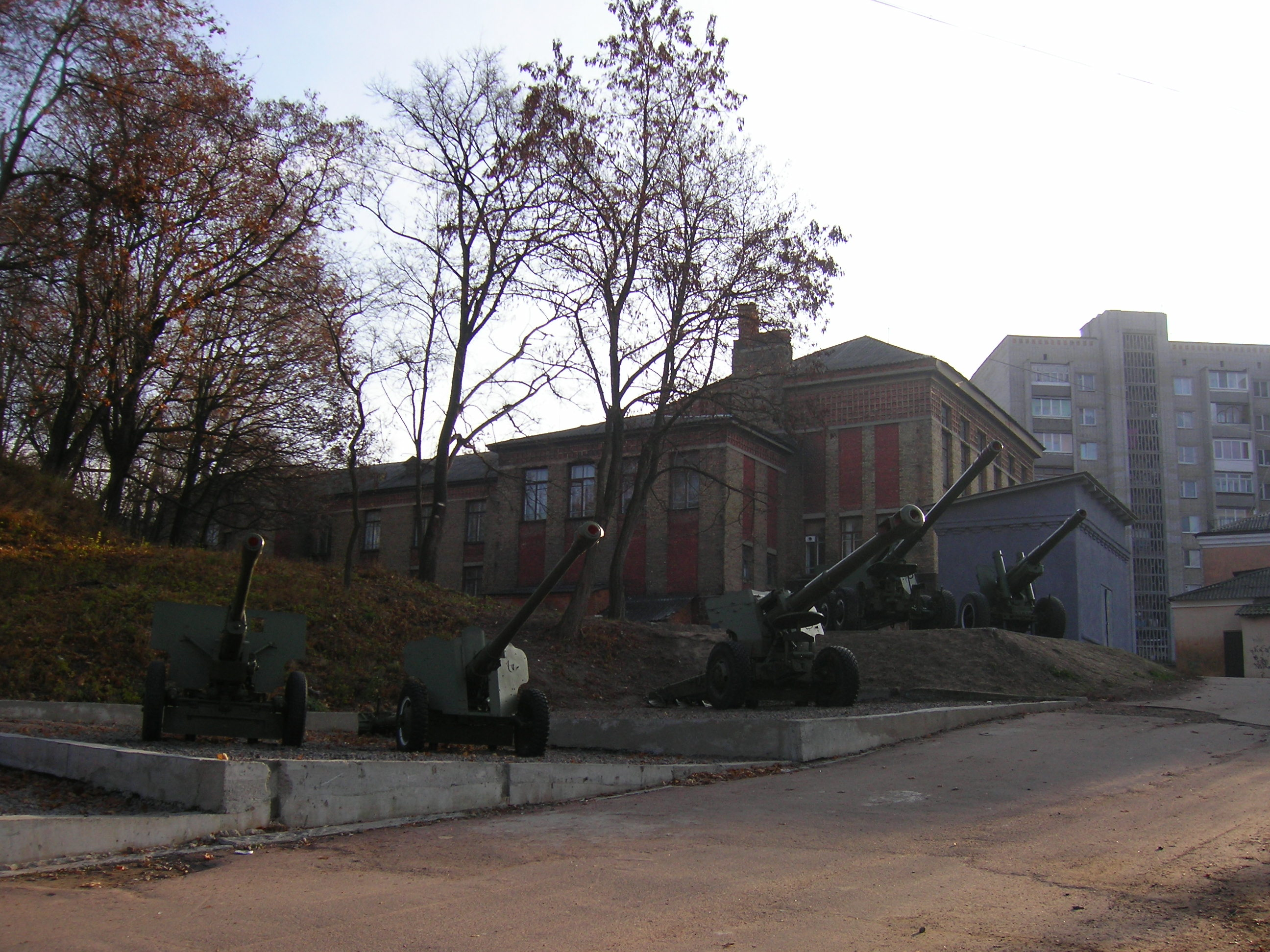
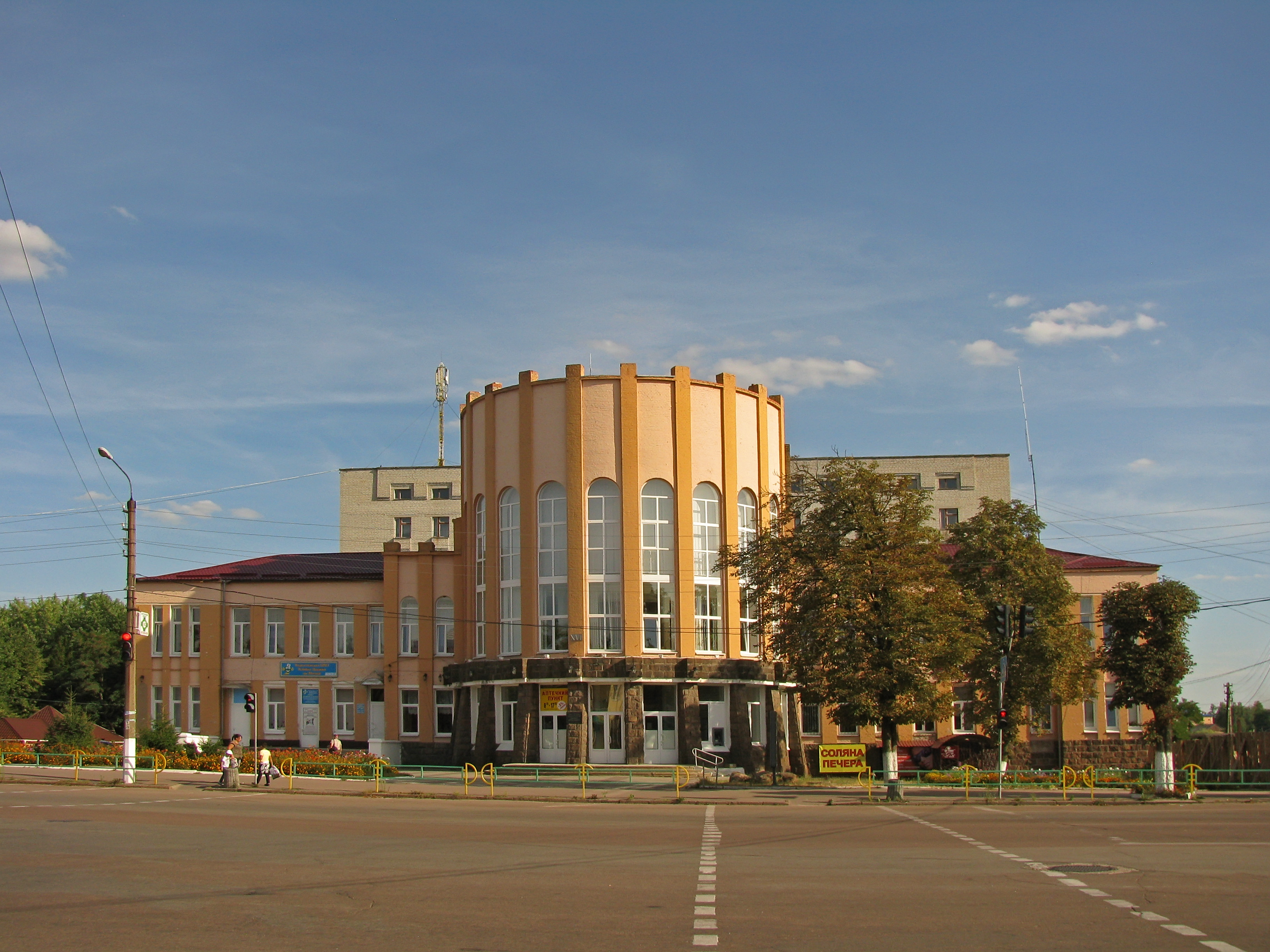
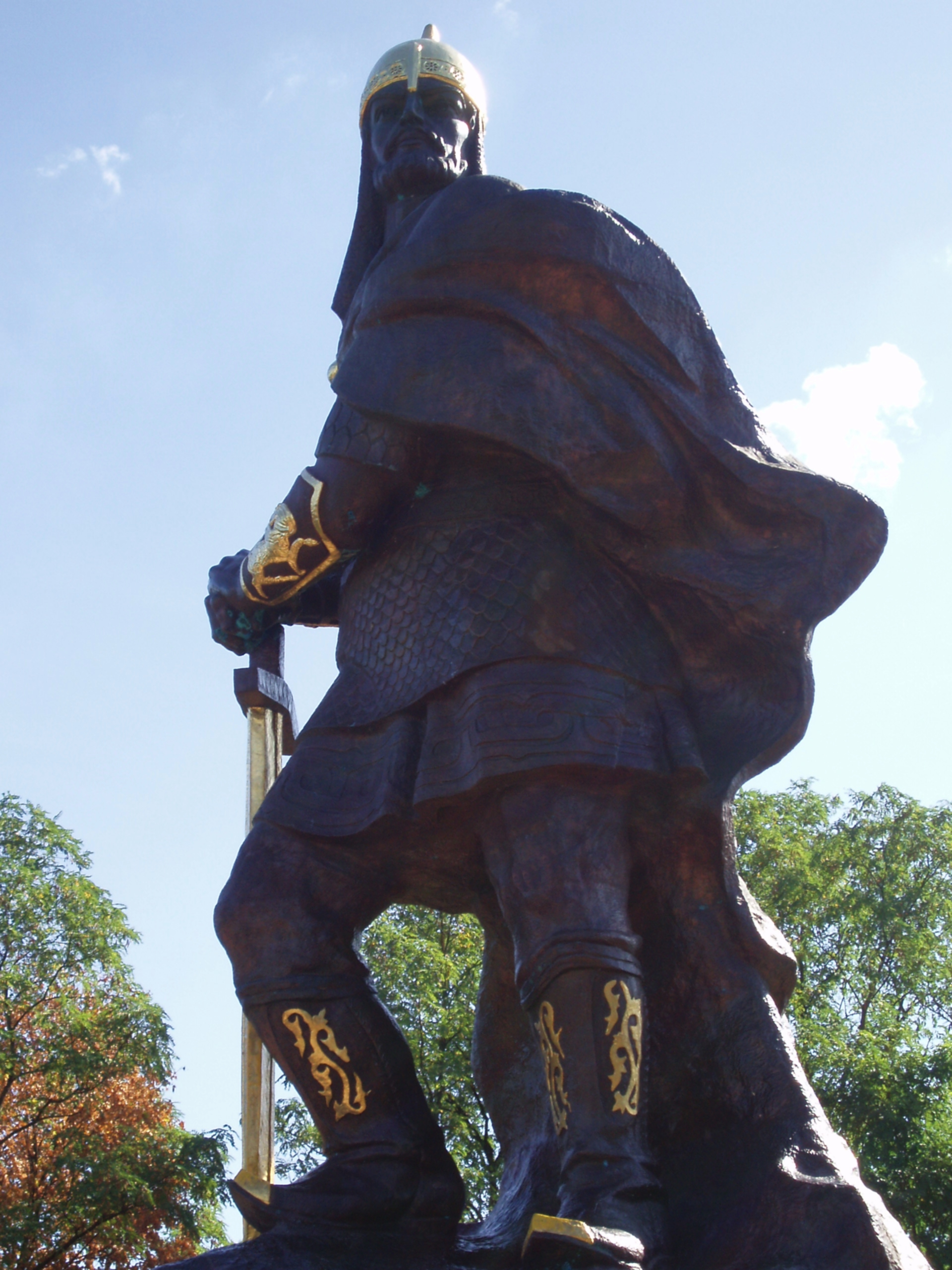
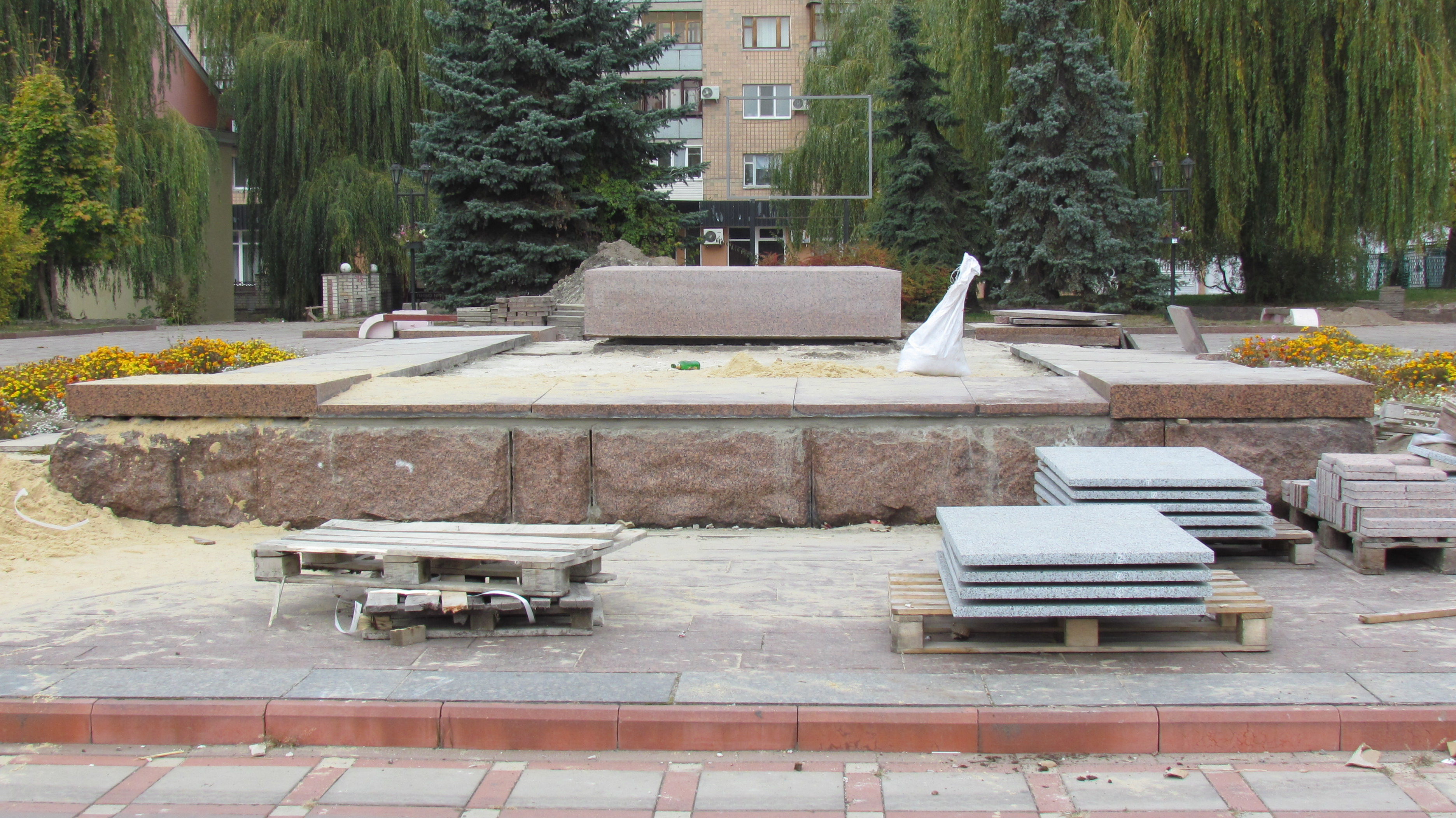